# Симуг
Симуг (шум. zamug) — правитель шумерского города-государства Киш, упоминаемый в Царском списке как 18-й царь I династии Киша.
Сын и наследник Барсальнуны. В Царском списке его царствованию, как и всем ранним шумерским царям, приписывается неправдоподобная длительность — 140 лет. Согласно тому же источнику, ему наследовал сын Тизкар.
| I династия Киша             |                |                  |
| Предшественник: Барсальнуна | правитель Киша | Преемник: Тизкар |